# Anani-Amamou
Anani-Amamou est un quartier ou village de la commune de Port-Bouët, sur le district d'Abidjan.

## Situation
En périphérie d’Abidjan et frontalier avec le département de Grand-Bassam, il se trouve précisément sur l’axe Abidjan-Grand-Bassam où le trafic routier est important.

## Population
En 2017, ce village/quartier compte plus de 18000 âmes et existe depuis 1955. Il est situé sur la carte établie par le ministère des eaux et forêt.